# Rafael da Silva
Rafael da Silva, meglio noto come Rafael Silva (San Paolo, 4 aprile 1992), è un calciatore brasiliano, attaccante del Mirassol.

## Palmarès

### Club

#### Competizioni nazionali
- Campionato Paranaense: 2

Coritiba: 2012, 2013

#### Competizioni internazionali
- Coppa Suruga Bank: 1

Urawa Reds: 2017
- AFC Champions League: 1

Urawa Reds: 2017

#### Competizioni nazionali
- China League One: 1

Wuhan Zall: 2018